# Candela Peña
María del Pilar Peña Sánchez, Candela Peña (ur. 14 lipca 1973 w Gavà w Hiszpanii) – hiszpańska aktorka filmowa. Dwukrotna zdobywczyni nagrody filmowej Goya.

## Wybrana filmografia
- Księżniczki, (Princesas) (2005), Caye
- Moimi oczami, (Te doy mis ojos) (2003), Ana
- Wszystko o mojej matce (Todo sobre mi madre) (1999), Nina